# Federico Vilar
Federico Vilar Baudena (Buenos Aires, 30 maggio 1977) è un ex calciatore argentino, di ruolo portiere.

## Palmarès

### Club

#### Competizioni nazionali
- Campionato messicano: 1

Atlante: Apertura 2007
- Copa México: 1

Morelia: Apertura 2013
- Supercopa MX: 1

Morelia: 2014

#### Competizioni internazionali
- CONCACAF Champions League: 1

Atlante: 2008-2009
- SuperLiga nordamericana: 1

Morelia: 2010